# Рикардиньо
Рикардо Виана Фильо или познат само като Рикардиньо (на португалски език - Ricardo Viana Filho) е бразилски футболист, който играе като нападател за Макаби Хайфа.

## Кариера
Започва своята професионална кариера в Гремио през 2021 г. През същата година е даден под наем в португалския Маритимо, където изиграва 12 мача и вкарва 1 гол. През следващата година е даден под наем на Атлетико Гоянензе, за които има 6 мача без гол.
На 20 декември 2022 г. подписва договор за 3 години с Левски (София).

## Успехи
- Шампионат на Гаучо: 2021
- Рекопа Гаучо: 2021, 2022